# Бейлі (реслерка)
Памела Роуз Мартінес (англ. Pamela Rose Martinez, нар. 15 червня 1989) — американська професійна реслерка. Виступає у WWE, на бренді RAW під псевдонімом Бейлі (англ. Bailey). 380-денний рейн Бейлі як Чемпіонки WWE SmackDown серед жінок  є одним з найдовших в історії титулу.
З 2008 по 2012 рік вона виступала в незалежних промоушенах під псевдонімом Давіна Роуз. Мартінес підписала контракт з WWE у 2012 році та була направлена на бренд NXT, де вона прийняла ім'я «Бейлі» (Мартінес обрала саме «Bayley», оскільки вона представляє Регіон Затоки Сан-Франциско (англ. Bay Area)). У 2015 році вона виграла жіноче чемпіонство NXT, а згодом виграла 2015 NXT Year-End Awards як реслерка року та матч року за матч із Сашою Бенкс на NXT TakeOver: Brooklyn.
Бейлі вигравала Чемпіонство WWE Raw серед жінок, Чемпіонство WWE SmackDown серед жінок і Командне чемпіонство WWE серед жінок, що зробило її першою чемпіонкою потрійної корони серед жінок і переможницею Великого шолома в історії WWE. Крім того, вона виграла матч з драбинами Money in the Bank у 2019 році та стала першою жінкою, яка захистила титул WWE в Саудівській Аравії. У 2024 році вона виграла матч Королівської Битви і встановила новий рекорд у жіночому матчі — 1 година 3 хвилини.

## Раннє життя
Памела Роуз Мартінес народилася 15 червня 1989 року в Сан-Хосе, штат Каліфорнія, і виросла в мексикансько-американській родині. Вона відвідувала середню школу в Сан-Хосе і колись була капітаном шкільної баскетбольної команди, а також займалася легкою атлетикою та бойовими мистецтвами.

## Кар'єра у професійному реслінгу

### Незалежні промоушени (2008—2012)
Мартінес відвідувала шоу Big Time Wrestling, реслінг промоушен в Північній Каліфорнії, з 11 років. У квітні 2008 року вона почала кар'єру реслерки у віці 18 років, відвідуючи тренувальні заняття Big Time Wrestling, які проводив її головний тренер Джейсон Стайлз, що було однією з причин, чому Мартінес вважала Big Time Wrestling своїм домашнім промоушеном. Вона провела свій перший матч у вересні 2008 року. На американській незалежній площадці, Мартінес змагалася під псевдонімом Давіна Роуз. Роуз змагалася у Big Time Wrestling з 2008 по 2012 рік. У період між 2011 і 2012 роками Роуз ззмагалася в інших промоушенах, таких як NWA Championship Wrestling from Hollywood, Pro Wrestling Destination і Shine Wrestling.
У жовтні 2010 року Роуз вперше зустріла свого наставника Серену, коли вони зібралися разом для командного матчу. У жовтні 2011 року Роуз дебютувала у Shimmer Women Athletes. На записах Shimmer Volume 41–44 вона була втягнута у ворожнечу Серени з Канадськими Ніндзя (Поршія Перес і Ніколь Метьюз). На записах Роуз програла всі чотири матчі, включаючи свій дебютний матч проти Мерседес Мартінес. У 2012 році, Роуз продовжила змагатися у Шиммер і на Volume 58 вона об'єдналася з Мією Їм, щоб перемогти Мелані Круз і Мену Лібра, здобувши свою першу перемогу; на Volume 51 і 52 Роуз здобула свої перші дві перемоги в одиночних матчах у Шіммері, перемігши Черрі Бомб і Рію О'Райлі.

### WWE

#### Ранні виступи в NXT (2012—2015)

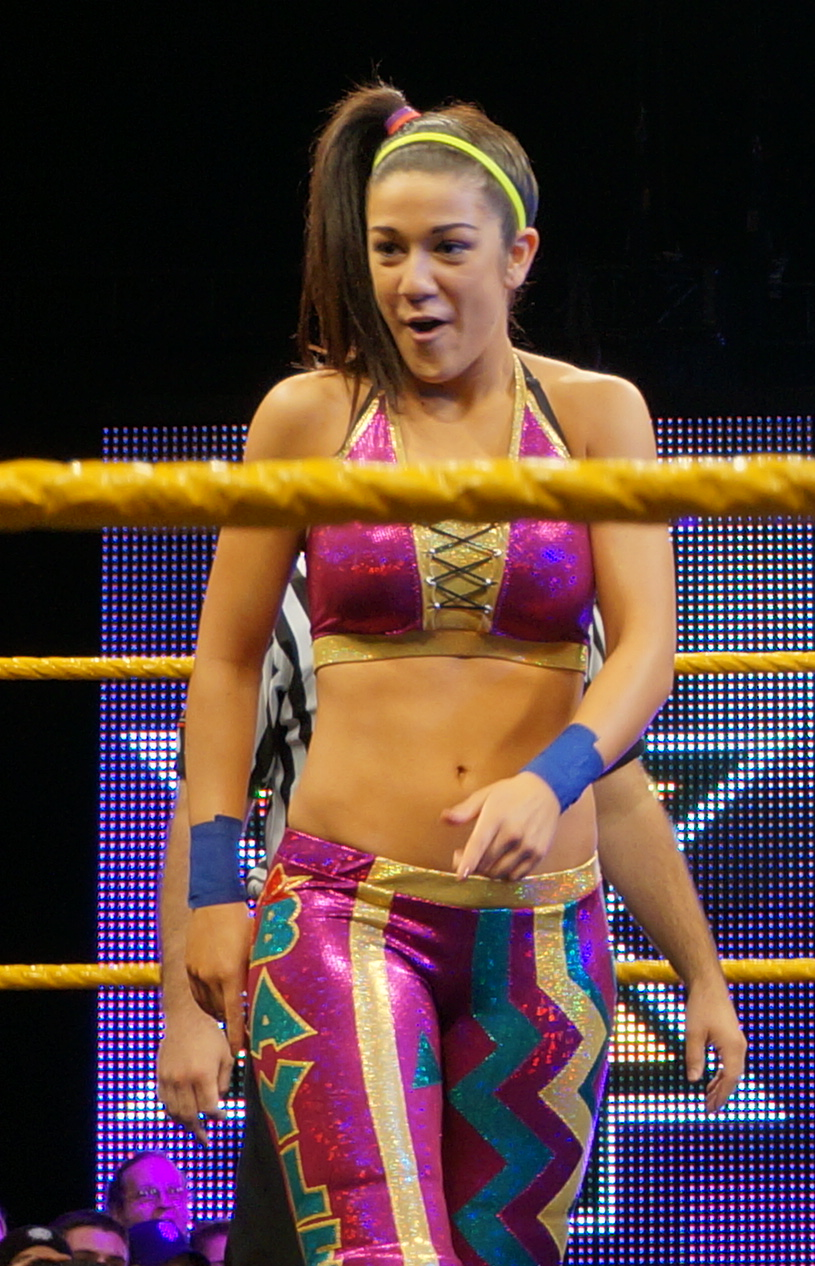
Bayley у квітні 2014 року

У грудні 2012 року Мартінес підписала контракт з WWE. У січні 2013 року Мартінес дебютувала на підготовчому майданчику WWE NXT на домашньому шоу, змагаючись у масці як Лучадора протягом одного матчу, об'єднавшись з Пейдж і Шарлоттою, перемігши Саммер Рей, Одрі Марі та Емму в командному матчі з шістьма жінками. Вона взяла собі псевдонім Бейлі та дебютувала на телебаченні на NXT на випуску від 20 березня, програвши Пейдж. 12 червня, Бейлі прийняла новий образ наївної фанатки, програвши Аліші Фокс у першому раунді турніру за інавгураційне Чемпіонство NXT серед жінок. 21 серпня, Бейлі безуспішно кинула виклик Ей Джей Лі за титул чемпіонуи Дів. 4 вересня, Бейлі та Шарлотт перемогли Алішу Фокс та Аксану, здобувши свою першу перемогу. Аби роздратувати Шарлотт, The BFFs—Beautiful, Fierce Females (Саша Бенкс і Саммер Рей) намагалися переконати Бейлі приєднатися до них, але це призвело до того, що Шарлотт напала на Бейлі під час їхнього матчу проти BFFs 13 листопада, одразу приєднавшись до BFF замість неї.
1 травня 2014 року, Бейлі не змогла просунутися на турнірі за вакантне Чемпіонство NXT серед жінок після поразки від Бенкс у першому раунді. Після перемоги над Шарлотт у командному матчі, Бейлі перемогла Сашу Бенкс і стала претенденткою номер один на Чемпіонство NXT серед жінок проти Шарлотт, але їй не вдалося завоювати титул на NXT TakeOver: Fatal 4-Way 11 вересня, і в матчі-реванші, який відбувся 2 жовтня. У середині жовтня, після поразки від Бенкс, на Бейлі напала її колишня подруга Беккі Лінч, яка об'єдналася з Бенкс, а пізніше вона об'єдналася із колишньою суперницею — Шарлотт, щоб протистояти Бенкс і Лінч протягом наступних кількох тижнів. На випуску від 27 листопада на Бейлі напали Бенкс і Лінч, пошкодивши їй коліно в по сюжету. Вона повернулася на випуску від 21 січня 2015 року, врятувавши Шарлотт від нападу Бенкс та Лінч, перш ніж неохоче напала на саму Шарлотт. На NXT TakeOver: Rival 11 лютого, Бейлі брала участь у матчі фатальної четвірки за чемпіонство NXT серед жінок, але не змогла завоювати титул.

#### Чемпіонка NXT серед жінок (2015—2016)
У березні Бейлі почала ворожнечу з Еммою після того, як та розкритикувала Бейлі за її доброзичливість, стверджуючи, що це завадило їй виграти Чемпіонство NXT серед жінок. Це призвело до матчу між ними на випуску від 1 квітня, який Бейлі виграла. На випуску від 29 квітня, Бейлі зазнала поразки від Дани Брук після відволікання Емми. Наступного тижня вона помстилася Еммі, напавши на неї після поразки від Шарлотт. На NXT TakeOver: Unstoppable 20 травня, Бейлі та Шарлотт перемогли Емму та Брук. На випуску від 27 травня Бейлі програла Еммі; вона та Шарлотта були атаковані нею та Брук після матчу. Після невеликої перерви Бейлі повернулася після перелому руки на випуску від 22 липня, перемігши Емму та націлившись на Чемпіонство NXT серед жінок, таким чином поклавши край їхній ворожнечі.
У серпні, після перемоги над Шарлотт, Бейлі перемогла Беккі Лінч і стала претенденткою № 1 на чемпіонство NXT серед жінок. На NXT TakeOver: Brooklyn 22 серпня, Бейлі перемогла Сашу Бенкс і виграла Чемпіонство NXT серед жінок, святкуючи разом з нею, Лінч і Шарлотт після матчу. У матчі-реванші між ними, який проходив у головній події NXT TakeOver: Respect 7 жовтня, у першому 30-хвилинному жіночому матчі за правилами Залізна людина в історії WWE, Бейлі перемогла Бенкс з рахунком 3:2 після того, як провела третій фол за три секунди до кінця матчу, зберігши титул. Протягом свого рейну Бейлі продовжувала захищати титул від таких претенденток як Алекса Блісс, Єва Марі, Ная Джакс, і Кармелла.
На випуску NXT від 16 березня 2016 року, після того як Бейлі та Аска виграли командний матч, генеральний менеджер NXT Вільям Рігал оголосив, що Бейлі захищатиме свій чемпіонський титул проти Аски на NXT TakeOver: Dallas 1 квітня, де Бейлі програла титул Асці, завершивши її рейн через 223 дні. Після короткої перерви в участі на ринзі Бейлі повернулася на випуску від 18 травня після того, як Ная Джакс кинула їй виклик на матч, який вона програла. Після того, як Джакс замінила її на NXT TakeOver: The End 8 червня через сюжетну травму, через яку вона не змогла взяти участь у матчі-реванші за Чемпіонство NXT серед жінок проти Аски, Бейлі повернулася 22 червня, перемігши Деонну Пурраццо. На випуску від 27 липня, Бейлі попросила Рігала провести матч-реванш проти Аски за титул чемпіонки NXT серед жінок на NXT TakeOver: Brooklyn II, що він і зробив. На самому шоу 20 серпня, Бейлі не змогла повернути титул у своєму останньому матчі в NXT.

#### Чемпіонка Raw серед жінок (2016—2017)
На Battleground 24 липня, Бейлі дебютувала в основному ростері, зробивши одноразову появу таємним командним партнером Саші Бенкс, перемігши Шарлотту та Дану Брук. Її офіційний дебют у головному ростері відбувся 22 серпня на випуску Raw, де вона стала частиною бренду завдяки генеральному менеджеру Raw Міку Фолі, а та кинула виклик чемпіонці Raw серед жінок Шарлотті на титульний матч; вона відмовилася і замість цього змусила свою протеже Брук зустрітися з нею, яку Бейлі перемогла. На Clash of Champions 25 вересня, Бейлі не змогла виграти чемпіонство у Шарлотти в матчі потрійної загрози, в якому також брала участь Бенкс. На Hell in a Cell 30 жовтня, Бейлі перемогла Брук. На Survivor Series 20 листопада, Бейлі залишилася до останнього разом із Шарлоттою Флер у складі Команди Raw, але після матчу на неї напала Флер.

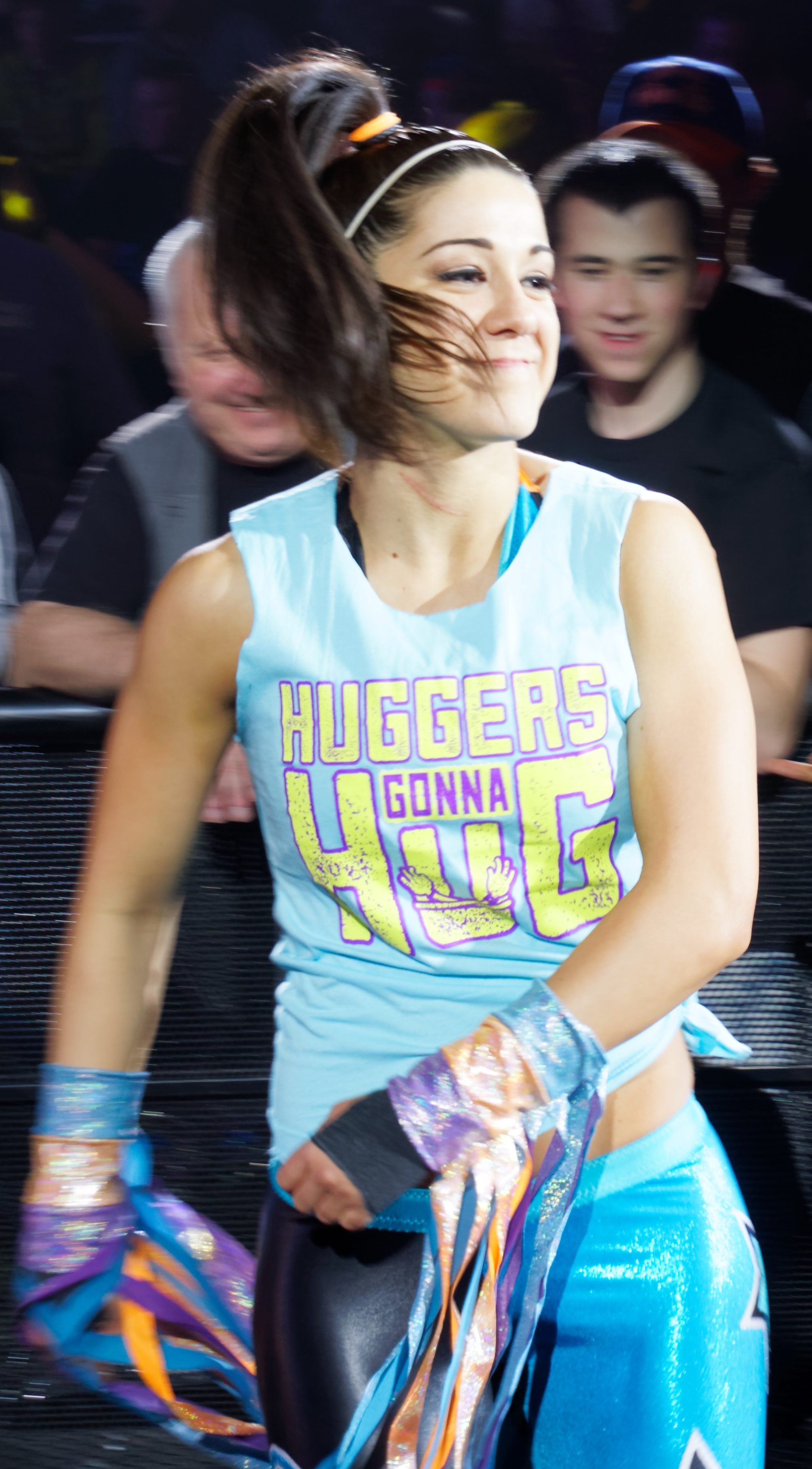
Бейлі у травні 2017 року

2 січня 2017 року Бейлі перемогла Джакс і стала претенденткою № 1 за Чемпіонство Raw серед жінок проти Флер. На Королівській Битві 29 січня, Бейлі не змогла виграти титул у Флер. Вона здобула реванш після того, як вона, Сезаро та Шеймус перемогли Флер, Галлоуза та Андерсона наступного вечора на Raw, а Бейлі утримала Флер. Через два тижні на випуску від 13 лютого, Бейлі перемогла Флер у головній події та виграла Чемпіонство Raw серед жінок після допомоги від Бенкс. На Fastlane 5 березня, Бейлі зберегла титул проти Шарлотт через відволікання від Бенкс, у свою чергу завдавши Шарлотт її першої поразки на PPV На WrestleMania 33 2 квітня, вона зберегла титул проти Шарлотт, Бенкс та Джакс у матчі фатальної четвірки на вибування. На Payback 30 квітня, Бейлі програла титул Алексі Блісс, закінчивши свій рейн через 76 днів 4 червня на Extreme Rules, їй не вдалося повернути титул у матчі кендостік-на-шесті. У липні, Бейлі знову стала претенденткою № 1 за чемпіонство після перемоги над Бенкс, і мала зустрітися з Блісс на SummerSlam 20 серпня, але вона отримала травму плеча, через що не змогла виступити. Бейлі повернулася після травми на випуску Raw від 18 вересня, щоб допомогти Бенкс відбитися від Блісс і Джакс. На No Mercy через шість днів вона програла фатальний п'ятисторонній матч за Чемпіонство Raw серед жінок.

#### The Boss 'n' Hug Connection (2017—2019)

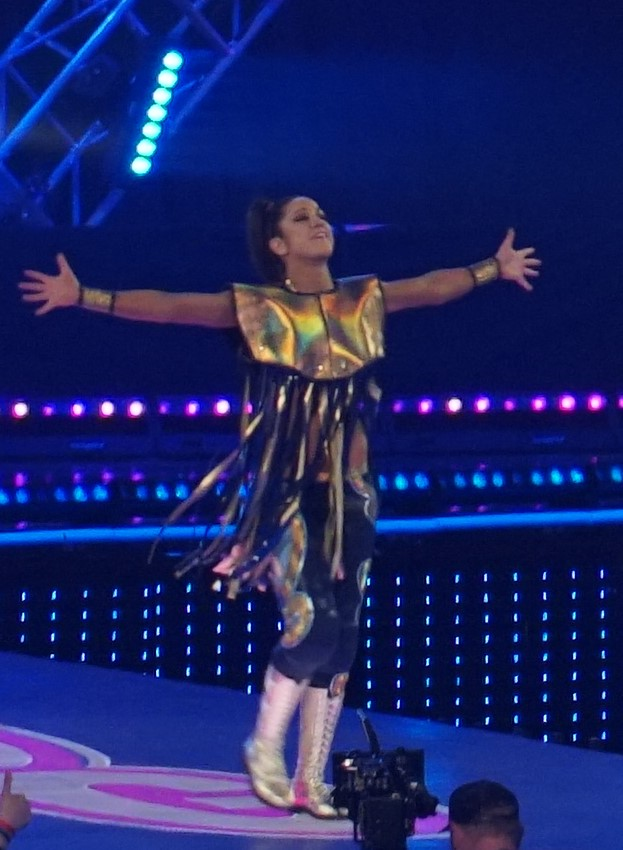
Бейлі виходить на WrestleMania 34 у квітні 2018 року

19 листопада 2017 року на Survivor Series, Бейлі знову була частиною Команди Raw у командному матчі на вибування п'ять на п'ять, але була елімінована Таміною. Наприкінці року Бейлі разом із Сашою Бенксом і Мікі Джеймс розпочали протистояння з Absolution (Пейдж, Менді Роуз і Соня Девіль), що призвело до різноманітних одиночних і командних матчів, здебільшого вигравали Absolution. 28 січня 2018 року на Королівській Битві Бейлі взяла участь у першому жіночому матчі Короліської Битви, вийшовши під 29 номером, але була викинута Бенкс. На Elimination Chamber 25 лютого, Бейлі взяла участь у першому жіночому матчі Elimination Chamber, де її елімінувала Алекса Блісс після того, як Бенкс штовхнула її з капсули. На кікоффі шоу Реслманія 34 8 квітня, Бейлі брала участь у першому жіночому батл-роялі WrestleMania, де вона усунула Бенкс, і була останньою жінкою, яку викинула з матчу Наомі.
На випуску Raw від 26 березня, після тижнів ворожнечі, включно з тим, що Бейлі зраджувала Бенкс під час їхніх матчів, Бейлі та Бенкс посварилися за лаштунками, і їх довелося розводити. Ці двоє зіткнулися в середині квітня, але їхній матч завершився без результату після того, як команда Riott (Рубі Райотт, Лів Морган і Сара Логан) втрутилася і напали на обох. Протягом середини 2018 року Бейлі та Бенкс продовжували нападати один на одного, і їм було наказано відвідувати зустрічі зі спеціалістами, щоб допомогти зберегти їхню дружбу. У липні вони помирилися та утворили команду, відому як The Boss 'n' Hug Connection. 28 жовтня, Бейлі взяла участь у першому жіночому PPV Evolution, об'єднавшись із Бенкс і Наталією у переможному матчі проти The Riott Squad. На Survivor Series 18 листопада, Бейлі була частиною Команди Raw, де вона була елімінована шляхом каунт-ауту після стички з Сонею Девіль за межами рингу. 27 січня 2019 року на Королівській Битві Бейлі взяла участь у матчі Королівської Битви під № 27, але була викинута Шарлотт Флер і Наєю Джакс.
На Elimination Chamber 17 лютого, Бейлі та Бенкс виграли інавгураційне командне чемпіонство WWE серед жінок, елімінувавши останніми Менді Роуз і Соню Девіль у командному матчі Elimination Chamber. Вони провели свій перший успішний захист титулу на Fastlane 10 березня проти Наї Джакс і Таміни. На Реслманії 35 7 квітня, вони програли титули The IIconics у командному матчі фатальної четвірки, завершивши свій рейн через 49 днів.

#### Чемпіонство SmackDown серед жінок (2019—2021)
16 квітня Бейлі була задрафтована на бренд SmackDown у рамках Superstar Shake-up, розпустивши свою команду з Бенкс, яка залишилася на Raw. На The Shield's Final Chapter 21 квітня, Бейлі та Ембер Мун перемогли The Riott Squad. На Money in the Bank 19 травня, Бейлі виграла матч зі сходами Money in the Bank, що дозволило їй провести матч за жіноче чемпіонство в будь-який час за її вибором. Пізніше того ж вечора вона закешила свій кейс і перемогла Шарлотт Флер, щоб вперше виграти Чемпіонство SmackDown серед жінок. Ця перемога зробила її першою жінкою переможницею великого шолому в історії WWE. Потім Бейлі почала протистояння з Алексою Блісс і Ніккі Кросс, перемігши Блісс один раз на Stomping grounds 23 червня і зберігши титул проти них двох у гандикап матчі на Extreme Rules 14 липня На SummerSlam 11 серпня, Бейлі успішно захистила титул проти Ембер Мун.
2 вересня на випуску Raw, Бейлі допомогла Саші Бенкс напасти на Беккі Лінч зі сталевим стільцем, ставши хілом вперше у своїй кар'єрі. Наступного вечора на SmackDown Live, Бейлі виправдала свій напад на Лінч, пояснивши, що вона допомагала Бенкс лише через їхню дружбу. 15 вересня на Clash of Champions, Бейлі зберегла титул після використання відкритого кутку рингу, але програла титул Флер на Hell in a Cell 6 жовтня, закінчивши свій рейн через 140 днів. 11 жовтня на випуску SmackDown, Бейлі дебютувала в новому образі, відрізавши свій хвіст і атакувавши надувних чоловічків (так звані «Товарищі Бейлі») під час виходу, а потім повернула титул у матчі проти Флера, і образивши вболівальників після матчу, закріпивши її статус хіла. На випуску SmackDown від 1 листопада, Бейлі зберегла свій титул проти Ніккі Кросс після втручання Бенкс, а після матчу на всіх трьох жінок напала Шайна Базлер.
На Survivor Series 24 листопада, Бейлі зіткнулася з чемпіонкою Raw серед жінок Беккі Лінч і чемпіонкою NXT серед жінок Шайною Базлер у поєдинку потрійної загрози без титулу на кону, який виграла Базлер. 29 листопада на випуску SmackDown, вона розпочала протистояння з Лейсі Еванс після того, як Бейлі та Бенкс образили жінок з ростеру SmackDown за їх поразку на Survivor Series; Еванс напала на Бенкс. На Королівській Битві 26 січня 2020 року, вона зберегла титул у матчі проти Еванс. На наступному SmackDown, Бейлі стверджувала, що вона побила всіх жінок у ростері, і Наомі перервала її, перервавши її заяву, оскільки Бейлі ніколи не долала її, що поклало початок ворожнечі між двома. 14 лютого на випуску SmackDown Бейлі зберегла свій титул проти Кармелли. На Super ShowDown 27 лютого, у першому жіночому чемпіонському матчі у Саудівській Аравії, Бейлі перемогла Наомі, зберігши титул. 8 березня Бейлі перевершила 147-денний рейн Шарлотт Флер, таким чином ставши найдовшою чемпіонкою SmackDown серед жінок. 20 березня на випуску SmackDown, Бейлі та Бенкс вийшли на ринг, сказавши, що збираються пропустити Реслманію 36 цього року, але їх перервала Пейдж, яка оголосила, що Бейлі захищатиме свій титул проти Наомі, Лейсі Еванс, Дани Брук (який пізніше була вилучена з матчу), Таміни та Саши Бенкс у шестисторонньому матчі на вибування на Реслманії 36. Другого вечора шоу 5 квітня, Бейлі зберегла титул після того, як останньою утримала Еванс На Money in Bank 10 травня, Бейлі зберегла титул проти Таміни після відволікання від Бенкс.
На випуску SmackDown від 5 червня, Бейлі та Бенкс перемогли Алексу Блісс і Ніккі Кросс і вдруге виграли командне чемпіонство серед жінок, зробивши Бейлі подвійним чемпіоном. На Backlash 14 червня, Бейлі та Бенкс зберегли титули в командному матчі потрійної загрози проти Блісс і Кросс та The IIconics. Бейлі двічі успішно захистила свій титул проти Ніккі Кросс, спочатку на The Horror Show at Extreme Rules 19 липня, а потім на випуску SmackDown 31 липня. Вона також зберегла свій титул проти Аски на SummerSlam 23 серпня. На Payback 30 серпня, Бейлі та Бенкс програли командні чемпіонства серед жінок новоствореній команді Наї Джакс і Шайна Базлер. На випуску SmackDown 4 вересня, після невдалій спробі виграти титули в матчі-реванші, Бейлі атакувала Бенкс, ти самим розпустивши їхню команду. На Clash of Champions 27 вересня, після того як вона зберегла свій титул проти Аски, на неї напала Бенкс. випуску SmackDown 9 жовтня, Бейлі зберегла титул проти Бенкс через дискваліфікацію, а пізніше того ж вечора в закулісному сегменті Бенкс викликав Бейлі на ще один титульний матч на Hell in a Cell у однойменний матч, що було підтверджено наступного дня. На самому шоу 25 жовтня, Бейлі програла Чемпіонство SmackDown серед жінок Саші Бенкс через больовий, закінчивши свій рейн у 380 дні. На Survivor Series 22 листопада Бейлі була самопризначеним капітаном команди SmackDown, але був елімінована Пейтон Ройс.
У Королівській Битві 31 січня 2021 року, Бейлі вийшла під першим номером, але її викинула майбутня переможниця Б'янка Белейр. Другого вечора Реслманії 37 11 квітня, Бейлі вийшла і почала ображати ведучих Халка Хогана та Тайтуса О'Ніла, але була побита Близнючками Белла. Потім Бейлі розпочала ворожнечу з Белейр, зіткнувшись з нею за Чемпіонство SmackDown серед жінок на WrestleMania Backlash 16 травня та на Hell in a Cell всередині однойменної споруди 20 червня, обидва програвши. Їй було призначено зустрітися проти Белейр у матчі «I Quit» на Money in Bank 18 липня, але 9 липня WWE оголосило, що Бейлі отримала розрив передньої хрестоподібної зв'язки під час тренування в WWE Performance Center в Орландо, що мало залишити її на дев'ять місяців поза виступами. Після драфту WWE 2021 вона не була нікуди задрафтована через травму, тому стала вільним агентом.

#### Damage CTRL (2022—2024)
На SummerSlam 30 липня 2022 року, Бейлі повернулася після року відсутності, утворивши альянс з Ійо Скай і Дакотою Кай, протистоячи Белейр після її захисту Чемпіонства Raw серед жінок проти Беккі Лінч, відновивши їх ворожнечу та повернувши Бейлі назад на бренд Raw. На випуску Raw від 8 серпня вони викликали Белейр, Алексу Блісс і Аску на командний матч із шістьма жінками на Clash at the Castle, який вони прийняли. На шоу 3 вересня, Бейлі, Кай і Скай під назвою Damage CTRL перемогли Белейр, Блісс і Аску. 26 вересня на випуску Raw Бейлі кинула виклик Белейр на матч з драбинами за Чемпіонство Raw серед жінок на Extreme Rules, який вона прийняла. На шоу 8 жовтня, Бейлі не вдалося виграти титул. На Crown Jewel 5 листопада, Бейлі не змогла виграти титул у матчі Last Woman Standing. Через три тижні на Survivor Series WarGames 26 листопада, Damage CTRL взяли участь у матчі WarGames, об'єднавшись з Ніккі Кросс і Рією Ріплі проти Белейр, Блісс, Аски, Мії Їм і Беккі Лінч, але програли, коли Лінч утримала Кай після легдропу з вершини клітки на стіл. На Королівській Битві 28 січня 2023 року, Бейлі взяла участь у жіночому матчі Королівської Битви під № 6, викинувши 5 жінок, включаючи Лінч, перш ніж її вибила Лів Морган.
У рамках драфту WWE 2023 року, Бейлі разом із напарницями по угрупуванню Кай і Скай були задрафтовані на бренд SmackDown. 12 травня на випуску SmackDown, Кай і Бейлі не змогли виграти командне чемпіонство WWE серед жінок у Лів Морган і Ракель Родрігес. Після того, як Морган і Родрігес здали титули через травму Морган, Бейлі та Скай взяли участь у командному матчі фатальної четвірки за вакантні титули на випуску Raw від 29 травня, але матч виграли Ронда Роузі та Шайна Базлер. На випуску SmackDown від 9 червня, Бейлі перемогла Мію Їм, кваліфікувавшись на жіночий матч з драбинами Money in the Bank. На Money in Bank, Бейлі зіштовхнув Скай, яка також брала участь у матчі, з драбини, коли Скай намагався схопити кейс. Згодом Скай прикула Бейлі наручниками до Беккі Лінч, щоб схопити кейс і виграти матч. Незважаючи на це, Бейлі допомогла Скай закешити кейс Money in the Bank, щоб виграти Чемпіонство WWE серед жінок на SummerSlam. Протягом наступних кількох місяців Бейлі кілька разів допомогла Скай зберегти свій титул, а Аска та Кайрі Сейн приєдналися до Damage CTRL. На Survivor Series WarGames 25 листопада Бейлі, Скай, Аска та Сейн зазнали поразки від Белейр, Лінч, Шарлотт Флер і Шотці після того, як Лінч утримала Бейлі.

#### Переможниця Королівської Битви і чемпіонка WWE серед жінок (2024)
На Королівській Битві 27 січня 2024 року, Бейлі виграла жіночий матч Королівської Битви, вийшовши під третім номером, останньою викинувши Лів Морган. Вона також встановила новий рекорд за найдовшим часом, проведеним в жіночому матчі Королівської Битви, 1:03:03, побивши рекорд Рії Ріплі попереднього року. Бейлі також стала другою жінкою після Аски, яка виграла матчі Королівської Битви, Money in the Bank і Elimination Chamber, і однією з п'яти учасниць загалом. 2 лютого на випуску SmackDown, Бейлі звинуватила Скай, Сейн і Аску за те, що вони говорили про неї за її спиною, перш ніж на неї напали Сейн і Аска, вигнавши її з угрупування. Після цього Бейлі оголосила, що кидає виклик Скай за Чемпіонство WWE серед жінок на Реслманію XL, вперше з 2019 року ставши фейсом У Вечір 2 WrestleMania XL 7 квітня, Бейлі перемогла Скай і виграла свій другий титул чемпіонки WWE серед жінок. На випуску SmackDown від 19 квітня, Бейлі аперше захищала титул проти Наомі, але матч закінчився без результату після того, як Тіффані Страттон атакувала обох і Наомі, і Бейлі. 4 травня на Backlash France, Бейлі здолала Наомі й Страттон у матчі потрійної загрози, успішно зберігши титул. На Clash at the Castle: Scotland 15 червня, Бейлі успішно захистила титул проти Пайпер Нівен у рідній країні останньої. На SummerSlam 3 серпня, Бейлі програла титул Королеві Рингу Наї Джакс, закінчивши рейн у 118 днів. На Bad Blood 5 жовтня, Бейлі не змогла виграти титул у Джакс після втручання від Страттон. На Survivor Series: WarGames 30 листопада, Бейлі, Наомі, Скай, Б'янка Белер і Рія Ріплі здолали Джакс, Страттон, Кендіс Лерей і Судний день (Лів Морган і Ракель Родрігес) у WarGames матчі. 20 січня 2025 року, було анонсовано, що Бейлі переходить на бренд Raw.

## Реслінг стиль та персона
На початку своєї кар'єри у WWE Бейлі зображували як «обіймачку», яка виходила з кількома надувними чоловічками під час виходу, а також обіймала багатьох присутніх шанувальників (особливо дітей). Протягом першого місяця, як лиходійка, вона була зображена як лицемірка, яка вдавала, що нічого не змінилося, її музика на вході та спорядження залишалися недоторканими, незважаючи на розвиток лиходійських рис і підступну тактику. На випуску Smackdown від 11 жовтня 2019 року, Бейлі дебютувала в новому образі, відрізавши хвостик, знищивши своїх надувних чоловічків і використовуючи ненормативну лексику проти вболівальників у своїй післяматчевому промо. Тепер вона називає себе взірцем для маленьких дівчаток у всьому світі.
Як бейбіфейс, Бейлі використовувала belly-to-belly suplex як свій фінішер, назвавши його Bayley-to-Belly Suplex. Однак після її хілтерну, вона почала використовувати старий фінішер, який раніше використовувався на незалежній арені, arm trap headlock driver, відомий як Rose Plant.

## Інші медіа

### Відео ігри

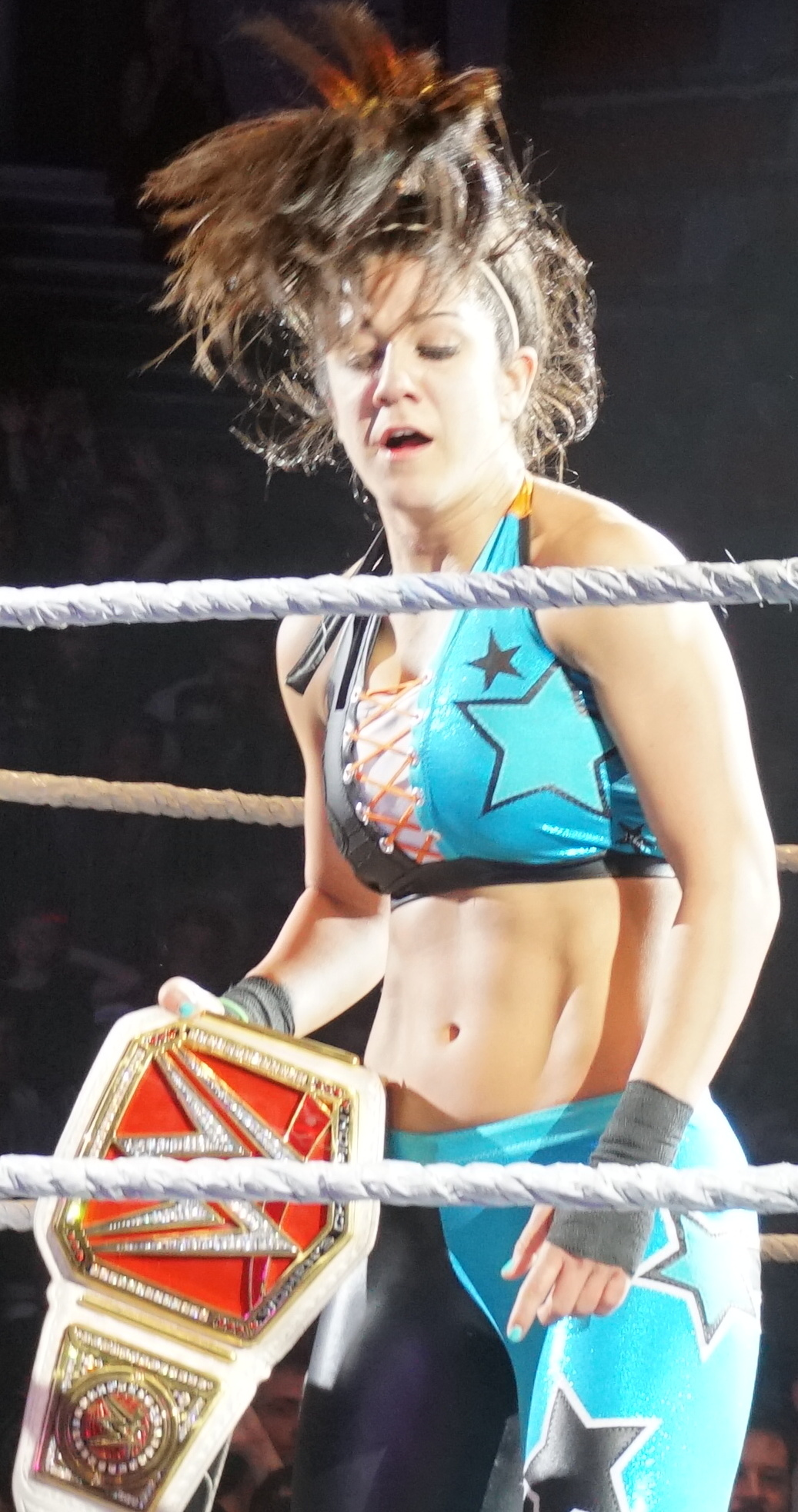
Вона є дворазовою та поточною чемпіонкою WWE (Raw) серед жінок.

| рік  | Назва                | Примітки | Пос.    |
| ---- | -------------------- | -------- | ------- |
| 2016 | WWE 2K17             |          | [ 198 ] |
| 2017 | WWE 2K18             |          | [ 199 ] |
| 2018 | WWE 2K19             |          | [ 200 ] |
| 2019 | WWE 2K20             |          | [ 201 ] |
| 2020 | WWE 2K Battlegrounds |          | [ 202 ] |
| 2022 | WWE 2K22             |          | [ 203 ] |
| 2023 | WWE 2K23             |          | [ 204 ] |
| 2024 | WWE 2K24             |          | [ 205 ] |

## Особисте життя
Мартінес згадує Брета Харта, Едді Герреро, The Hardy Boyz, Айворі, Джона Сіну, Літу, Ренді Ортона, Ренді Севіджа, Рея Містеріо, Рока, Тріпл Ейча, Тріш Стратус і Вікторію як тих, хто вплинув на неї у реслінгу.
Раніше Мартінес була заручена з іншим професійним реслером, Аароном Соло, з яким вона познайомилася в 2010 році Заручини було розірвано 21 лютого 2021 року.
Мартінес є вболівальницею «Сан-Франциско 49ерс» НФЛ.

## Чемпіонства і досягнення
- BBC

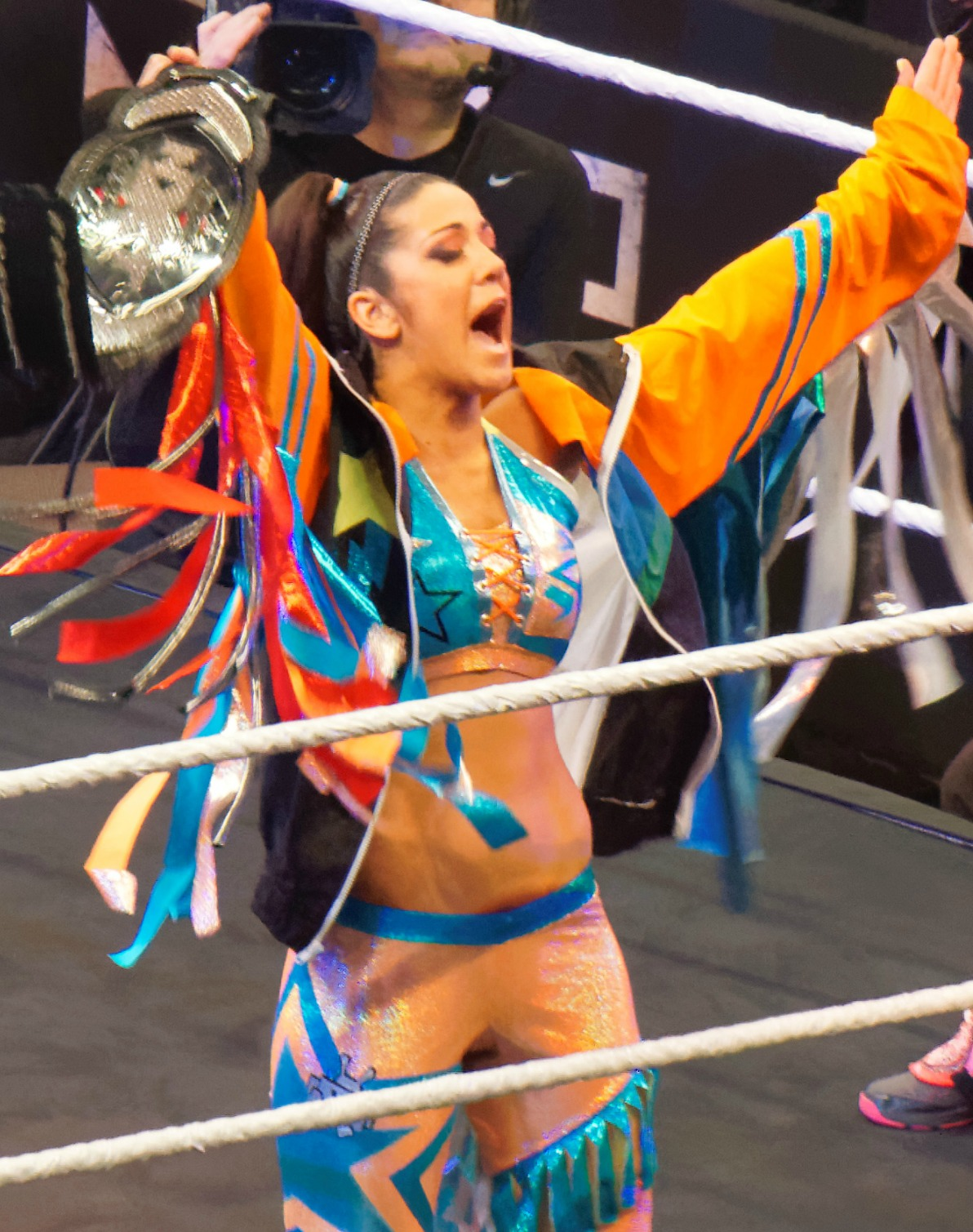
Вона колишня чемпіонка NXT серед жінок.

Вона є дворазовоюкомандною чемпіонкою WWE серед жінок.

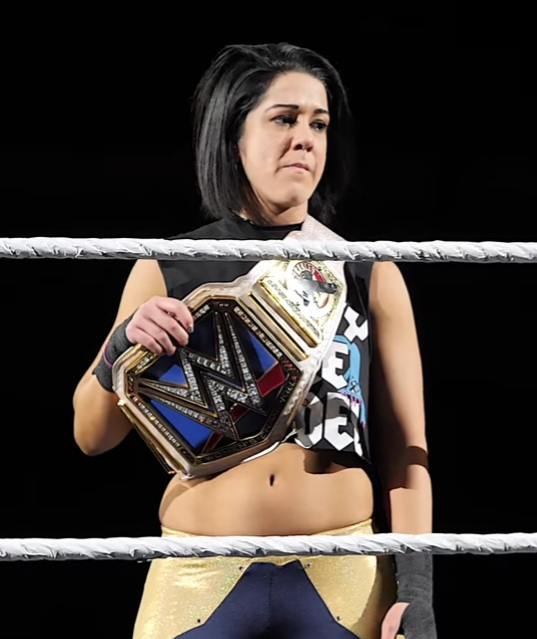
Вона є дворазовою та найдовшою чемпіонкою SmackDown серед жінок.

  - BBC Love Letter to Wrestling Champion (1 раз, інавгураційна) — з Сетом Ролінсом[212]
- Busted Open
  - Команда року (2020) — разом з Сашою Бенкс[213]
- CBS Sports
  - Команда року (2020) — разом з Сашою Бенкс[214]
- Inside The Ropes Magazine
  - Реслерка року (2020)
- Pro Wrestling Illustrated
  - Протистояння року (2020) vs. Саши Бенкс[215]
  - Надихаючий реслер року (2015, 2016)[216]
  - Матч року (2015) vs. Саши Бенкс на NXT TakeOver: Respect[216]
  - Команда року (2020) — разом з Сашою Бенкс[215]
  - Зайняла 1 місце у топ 100 реслерок у PWI Women's 100 у 2020[217]
  - Зайняла 3 місце у топ 50 команд в PWI Tag Team 50 у 2020 — разом з Сашою Бенкс[218]
- Rolling Stone
  - Матч року NXT (2015) vs. Саши Бенкс на NXT TakeOver: Brooklyn[219]
  - Чемпіонське Протистояння року NXT (2015) vs. Саши Бенкс за Чемпіонство NXT серед жінок[219]
- Sports Illustrated
  - Зайняла 6 місце у топ 10 реслерів в 2020[220]
  - Зайняла 8 місце серед топ 10 реслерок у 2019 — разом з Сашею Бенкс[221]
- Wrestling Observer Newsletter
  - Найбільш спрогресована (2015)[222]
  - Найгірше протистояння року (2018) vs. Саши Бенкс
  - MVP жіночого реслінгу (2020)[223]
- WWE
  - Чемпіонство WWE (Raw) серед жінок (2 рази, діюча)[224]
  - Чемпіонство SmackDown серед жінок (2 times)
  - Чемпіонка NXT серед жінок (1 time)[225]
  - Командна Чемпіонка WWE серед жінок (2 рази, інавгураційна) — разом з Сашою Бенкс[226]
  - Жіночий Money in the Bank (2019)[227]
  - Жіноча Короліська Битва (2024)[186]
  - Перша Чемпіонка WWE Потрійної корони
  - Перша Чемпіонка WWE Великого шолому
  - NXT Year-End Award (2 рази)
    - Реслерка року (2015)[228]
    - Матч року (2015) vs. Саши Бенкс на NXT TakeOver: Brooklyn[228]

  - Зайняла 10 місце у топ 50 найвеличніших жіночих суперзірок WWE за всі часи (2021)[229]
  - Slammy Award (2 рази)
    - Double-Cross of the Year (2020) — за атаку на Сашу Бенкс на SmackDown (September 4)
    - Суперзірка соцмереж року (2020)

  - Bumpy Award (1 раз)
    - Команда півріччя (2020) — разом з Сашою Бенкс[230]
    - Соціальна Суперзірка року (2021)[231]